# Suzan van der Wielen
Suzan Jacobien Unia van der Wielen (Emmen, 30 oktober 1971) speelde 191 officiële interlands (zeventig doelpunten) voor de Nederlandse hockeyploeg, en passeerde met dat aantal de lange tijd recordhoudster Carina Benninga.
Haar debuut voor het Nederlands elftal maakte zij op 18 augustus 1989 in de oefeninterland Nederland-Verenigde Staten (2-1). Ruim elf jaar later, bij de Olympische Spelen van Sydney (2000), speelde Van der Wielen haar laatste interland: de gewonnen troostfinale op 29 september 2000 tegen Spanje (2-0).
Van der Wielen speelde achtereenvolgens voor HC Prinsenbeek, De Warande (Oosterhout), MOP (Vught) en HGC (Wassenaar).
Zij is getrouwd met eveneens ex-hockeyinternational Stephan Veen en samen ondernemen ze activiteiten bij Schaerweijde uit Zeist waar ze ook wonen. Hun zoon Lucas komt met ingang van het seizoen 2020-2021 uit voor HGC en maakte daarmee zijn debuut in de hoofdklasse.

## Onderscheidingen
- 2000 – Gouden Stick

Dillianne van den Boogaard · 
Mijntje Donners · 
Willemijn Duyster · 
Stella de Heij · 
Noor Holsboer · 
Fleur van de Kieft · 
Nicky Koolen · 
Ellen Kuipers · 
Jeannette Lewin · 
Suzanne Plesman · 
Wietske de Ruiter · 
Florentine Steenberghe · 
Margje Teeuwen · 
Carole Thate · 
Jacqueline Toxopeus · 
Suzan van der Wielen ·
Coach: Tom van 't Hek
Dillianne van den Boogaard · 
Minke Booij · 
Ageeth Boomgaardt · 
Julie Deiters · 
Mijntje Donners · 
Fleur van de Kieft · 
Fatima Moreira de Melo · 
Clarinda Sinnige · 
Hanneke Smabers · 
Minke Smabers · 
Margje Teeuwen · 
Carole Thate · 
Daphne Touw · 
Macha van der Vaart · 
Myrna Veenstra · 
Suzan van der Wielen ·
Coach: Tom van 't Hek